# Clarence (Chile)
Clarence (hiszp. Isla Clarence) – wyspa w południowym Chile, będąca częścią archipelagu Ziemi Ognistej. Administracyjne położona jest w regionie Magallanes. Jej powierzchnia wynosi 1111 km².
Skały wyspy składają się z granitu, w których występują jadeity. Na wyspie rosną m.in. berberysy bukszpanolistne. Wśród ptaków znajdują się kormorany, dzięcioły, zimorodki i kolibry. U wybrzeży obserwuje się delfiny i wieloryby.
Wyspa jest częścią Parku Narodowego Kawésqar.